# 마리오 카사스
마리오 카사스(Mario Casas, 1986년 6월 12일 ~ )는 스페인의 배우이다.

## 출연 작품
- 크로스 더 라인 (2020)
- 아디오스 (2019)
- 엘 포토그라포 드 마우트하우젠 (2018)
- 늑대의 살갗 아래 (2017)
- 토로 (2016)
- 인비저블 게스트 (2016)
- 더 바 (2016)
- 마이 빅 나이트 (2015)
- 사랑이 지나간 자리 (2015)
- 33 (2015)
- 어 론리 썬 스토리 (2014)
- 얼라이브 2015 (2014)
- 마녀 사냥꾼 (2013)
- 유닛 7 (2012)
- 아이 원트 유 (2012)
- 쓰리 미터스 어보브 헤븐 (2010)
- 네온 플레쉬 (2010)
- 완소녀 쟁취기 (2009)
- 섹스, 파티 그리고 거짓말 (2009)
- 춤추는 나의 베아트리체 (2006)